# 三氟合锰(II)酸钾
三氟合锰(II)酸钾是一种无机化合物，化学式为KMnF3。它是立方晶系的浅粉色晶体，空间群Pm3m。它可由溴化锰（或氯化锰）和氟化钾在甲醇中反应制得。它和氟气反应，可以得到KMnF5。

## 相关化合物
- K2MnF4，CAS号：18904-69-3[4]
- K3Mn2F7，CAS号：12021-99-7[5]